# Kamienica przy ulicy Warszawskiej 30 w Katowicach
Kamienica przy ulicy Warszawskiej 30 w Katowicach – zabytkowa kamienica mieszkalno-handlowa w Katowicach, położona przy ulicy Warszawskiej 30, w dzielnicy Śródmieście. Pochodzi z 1870 roku i jest ona w stylu historyzmu. 

## Historia
Kamienica została wybudowana w 1870 roku według projektu L. Boenischa, a po przebudowie z 1895 roku projektu Paula Frantziocha (bądź Paula Jackischa) zyskała ona cechy stylu historyzującego. W 1935 roku właścicielem kamienicy przy ówczesnej ulicy Marszałka Piłsudskiego 30 była Józefa Kristusek.
30 sierpnia 1991 roku budynek został wpisany do rejestru zabytków nieruchomych województwa katowickiego pod numerem A/1432/91 (obecnie A/1220/23 w rejestrze zabytków nieruchomych województwa śląskiego). Ochroną objęto cały budynek. W 1992 roku kamienica była wykwaterowana, a w późniejszych latach przeszła ona renowację polegającą na konserwacji i rekonstrukcji elewacji wraz z odbudową lukarn. Podczas konkursu Renowacja 2002 organizowanego przez bytomski oddział Towarzystwa Opieki nad Zabytkami kamienica otrzymała jedną z sześć równorzędnych nagród.
W połowie 2023 roku w systemie REGON nie było żadnych zarejestrowanych podmiotów gospodarczych z siedzibą przy ulicy Warszawskiej 30.

## Charakterystyka
Kamienica mieszkalno-handlowa położona jest przy ulicy Warszawskiej 30 w Katowicach, w granicach dzielnicy Śródmieście. Usytuowana jest ona pierzei ulicy, w zwartej zabudowie.
Jest to budynek murowany z cegły, z tynkowaną elewacją. Wzniesiony został na planie prostokąta i zwieńczony jest dachem dwuspadowym kalenicowym krytym dachówką, z facjatami. Powierzchnia użytkowa kamienicy wynosi 1 274 m², a powierzchnia zabudowy 331 m². Budynek posiada 5 kondygnacji nadziemnych i 1 podziemną.
Kamienica posiada cechy stylu historyzmu. Elewacja kamienicy jest pięcioosiowa, symetryczna (z wyjątkiem parteru wtórnie przebudowanego). Jest ona artykułowana poziomo gzymsami kordonowymi wydzielającymi poszczególne kondygnacje gmachu. Otwory okienne ujęte są profilowanymi opaskami ze zwieńczeniami, a okna drugiej kondygnacji zostały zaakcentowane płycinami podokienników z bogatą dekoracją. Stolarka okienna jest czterokomorowa.
Kamienica nie posiada oficyn oraz bramy przejazdowej.
Kamienica wpisana jest do rejestru zabytków nieruchomych, a także do gminnej ewidencji zabytków miasta Katowice.